# Oxford Blues
Oxford Blues és una pel·lícula britànica dirigida per Robert Boris el 1984. Ha estat doblada al català.

## Argument
Nick, un impetuós i atractiu atleta nord-americà que treballa com a guardacotxes a Las Vegas, se'n va a la universitat anglesa d'Oxford seguint la noia dels seus somnis, una rica hereva de Las Vegas. Allà, al principi, tot seran problemes, des que apareix amb un cridaner T-Bird del 57, que Nick utilitza per atreure Lady Victoria en el sever i tardoral ambient universitari. Aviat troba un rival, Colin, el xicot oficial de Victòria. Alhora, Rona, una noia nord-americana també matriculada a Oxford, se sent atreta per Nick, però aquest sembla no tenir-la massa en compte.

## Repartiment
- Rob Lowe
- Ally Sheedy
- Amanda País
- Julian Sands
- Julian Firth
- Alan Howard
- Gail Strickland
- Michael Gough
- Aubrey Morris
- Cary Elwes
- Bruce Payne
- Anthony Calf
- Pip Torrens
- Peter Jason
- Peter-Hugo Daly
- Carrie Jones
- Charles Grant
- Chad Lowe